# سید حسن شجاعی کیاسری
سید حسن شجاعی کیاسری (۱۳۲۰–۳۰ آبان ۱۳۹۳ در ساری)، فقیه و مفسر قرآن، از شاگردان روح‌الله خمینی و مبارزان انقلاب اسلامی، سیاستمدار اصولگرا و نماینده چهار دوره مجلس شورای اسلامی از حوزه ساری و قاضی دیوان عدالت اداری بوده‌است. همچنین او یکی از نویسندگان کتاب تفسیر نمونه است.

## زندگی
شجاعی در شهر کیاسر در استان مازندران در خانواده‌ای نسل اندر نسل روحانی از تبار موسی کاظم و از نوادگان ملا عبدالله کیاسری زاده شد. او در دههٔ ۳۰ با هدایت پدرش به حوزهٔ علمیهٔ کوهستان بهشهر وارد شد و نزد  محمد کوهستانی دروس اولیه را تلمذ نمود و در سن ۱۷ سالگی پس از گذراندن دروس سطح در مدارس علمیهٔ مازندران، وارد حوزهٔ علمیهٔ قم گردید. شجاعی، در اوایل دههٔ ۴۰ سطوح عالیهٔ تحصیلات حوزوی را در محضر کسانی همچون ناصرمکارم شیرازی، جعفر سبحانی، حسین نوری همدانی، حسن حسن‌زاده آملی و عبدالله جوادی آملی به پایان رساند و جهت فراگیری درس خارج فقه و اصول، از محضر روح‌الله خمینی، هاشم آملی، سید محمدرضا گلپایگانی، کاظم تبریزی و مرعشی نجفی بهره برد تا به درجهٔ اجتهاد دست یافت.

## مبارزه با حکومت پهلوی
طبق اسناد ساواک، شجاعی در دوران پهلوی بارها سخنرانی‌هایی علیه حکومت انجام داد. او پس از سخنرانی ۱۹ دی ۱۳۵۶ به همراه شاگردان بروجردی درس را تعطیل کردند و علیه نوشتهٔ رشیدی مطلق تجمع اعتراضی برپا کردند. این تجمع با همراهی مراجع و علما منجر به تظاهرات ۱۹ دی شد.
همین سخنرانی باعث شد وی مدت‌ها تحت تعقیب ساواک باشد. او همچنین نقش مؤثری در برگزاری مراسم چهلمین روز کشته‌شدگان قیام ۱۹ دی در کازرون داشت. او در دورهٔ پهلوی به مدت ۱۳ سال از مازندران تبعید شد و ممنوع المنبر بود اما در تمام آن سال‌ها امضای تاییدیه‌اش پای اغلب اعلامیه‌ها و نامه‌های اعتراضی صادر شده از سوی علما و مراجع وجود داشت.
در گزارش‌های ساواک از شجاعی کیاسری به‌عنوان یکی از سخنرانان حسینیه بنی فاطمه سرچشمه تهران، علیه حکومت پهلوی نام برده شده‌است.

## کتاب‌ها
او یکی از افرادی بود که تحت نظارت و هدایت مکارم شیرازی، از اواخر دههٔ ۴۰ تا اواسط دههٔ ۶۰ تفسیر نمونه قرآن مجید را در ۲۷ جلد تألیف کردند. این کتاب تا کنون به سه زبان انگلیسی، عربی و اردو ترجمه شده و یکی از فراگیرترین کتب تفسیر قرآن است.

## نمایندگی مجلس
شجاعی در دوره‌های دوم، سوم، چهارم و هفتم نماینده مردم ساری و میاندرود در مجلس بود. او در سال ۱۳۷۵ برای دورهٔ پنجم مجلس هم کاندید شد که از سوی شورای نگهبان رد صلاحیت شد. در انتخابات ریاست جمهوری سال ۱۳۸۴ ریاست ستاد انتخاباتی هاشمی رفسنجانی را برعهده داشت و در سال ۱۳۸۸ در انتخابات ریاست جمهوری از مهدی کروبی حمایت کرد. او در انتخابات ریاست جمهوری ۱۳۹۲ از حسن روحانی حمایت کرد و در جمع حامیان حسن روحانی در مسجد جامع ساری در حضور روحانی از او تمجید کرد.
کیاسری از معترضان به دولت احمدی‌نژاد در رابطه با اجرای سهمیه‌بندی بنزین در سال ۱۳۸۴ بود. او در چند نطق قبل از دستور در مجلس شورای اسلامی به وضعیت رسیدگی مسئولان به استان مازندران اعتراض داشت.

## سمت‌ها
- عضو کمیسیون قضایی و حقوقی مجلس شورای اسلامی دوره‌های دوم و هفتم
- عضو کمیسیون دیوان محاسبات مجلس شورای اسلامی دوره سوم
- عضو کمیسیون امور اقتصادی مجلس شورای اسلامی دوره چهارم
- عضو گروه دوستی پارلمانی ایران و ایتالیا
- قاضی دیوان عدالت اداری شعبه ۱۰

## درگذشت
وی در سن ۷۳ سالگی و پس از طی یک دوره سخت بیماری، ظهر جمعه ۳۰ آبان ۱۳۹۳ درگذشت. علی اکبر هاشمی رفسنجانی رئیس تشخیص مصلحت نظام، حسن روحانی ریاست جمهوری اسلامی ایران، علی لاریجانی ریاست مجلس شورای اسلامی، صادق لاریجانی ریاست قوه قضائیه و سید محمد خاتمی ریاست جمهور اسبق در پیام‌های جداگانه‌ای درگذشت شجاعی کیاسری را تسلیت گفتند.